# 紹托澤羅湖
紹托澤羅湖是俄羅斯的湖泊，由卡累利阿共和國負責管轄，位於舒亞河的流域，長15.6公里、寬7.2公里，面積74平方公里，平均水深3.1米，最大水深10.1米。